# Дзугаєв Дзібута Закайович
Дзібута Закайович Дзугаєв (1914, тепер Північна Осетія, Російська Федерація — ?) — радянський діяч, голова колгоспу «Кавказ» Кіровського району Північно-Осетинської АРСР, 1-й секретар Північно-Осетинського обласного комітету ВЛКСМ. Депутат Верховної Ради СРСР 1-го і 5-го скликань.

## Життєпис
Народився в селянській родині. З 1932 року працював колгоспником, бригадиром колгоспу імені Кагановича селища Ельхотово Кіровського району Північно-Осетинської АРСР.
У 1937—1939 роках — 1-й секретар Північно-Осетинського обласного комітету ВЛКСМ.
Член ВКП(б) з 1939 року.
Закінчив Всесоюзну школу техніків-будівельників.
Після закінчення Всесоюзної школи — завідувач районного відділу сільського господарства Північно-Осетинської АРСР, директор машинно-тракторної станції Північно-Осетинської АРСР, керуючий сільгосппостачем Міністерства сільського господарства Північно-Осетинської АРСР.
З 1955 року — голова колгоспу «Кавказ» Кіровського району Північно-Осетинської АРСР.
Подальша доля невідома.

## Нагороди і звання
- орден Трудового Червоного Прапора (30.12.1935)
- медаль «За доблесну працю у Великій Вітчизняній війні 1941—1945 рр.» (1945)
- медалі